# 北區 (神戶市)
北区（日语：／ Kita ku */?）是位於神戶市東北部，六甲山北側的區級行政區劃，是神戶市面積最大的區，占全市面積44%，人口則僅次於西區，但因為轄區內多以山林、農村為主，也是全神戶人口密度最低的區。日本三古湯之一的有馬溫泉位於本區內。

## 歷史
在1889年日本實施町村制時，本區分屬武庫郡山田村、有馬郡湯山町、有野村、道場村、八多村、大澤村、美嚢郡淡河村，湯山町在1896年改名為有馬町，1902年長尾村從道場村中分出。
這些區域先後在1947年到1955年之間併入神戶市，最初都被劃入兵庫區，直到1973年才決定將這些區域獨立設為北區。
由於神戶市中心的人口容納空間有限，人口接往本區移動，在1973年時全區人口為116,739人，至今已成長為將近兩倍。

## 交通

### 鐵路

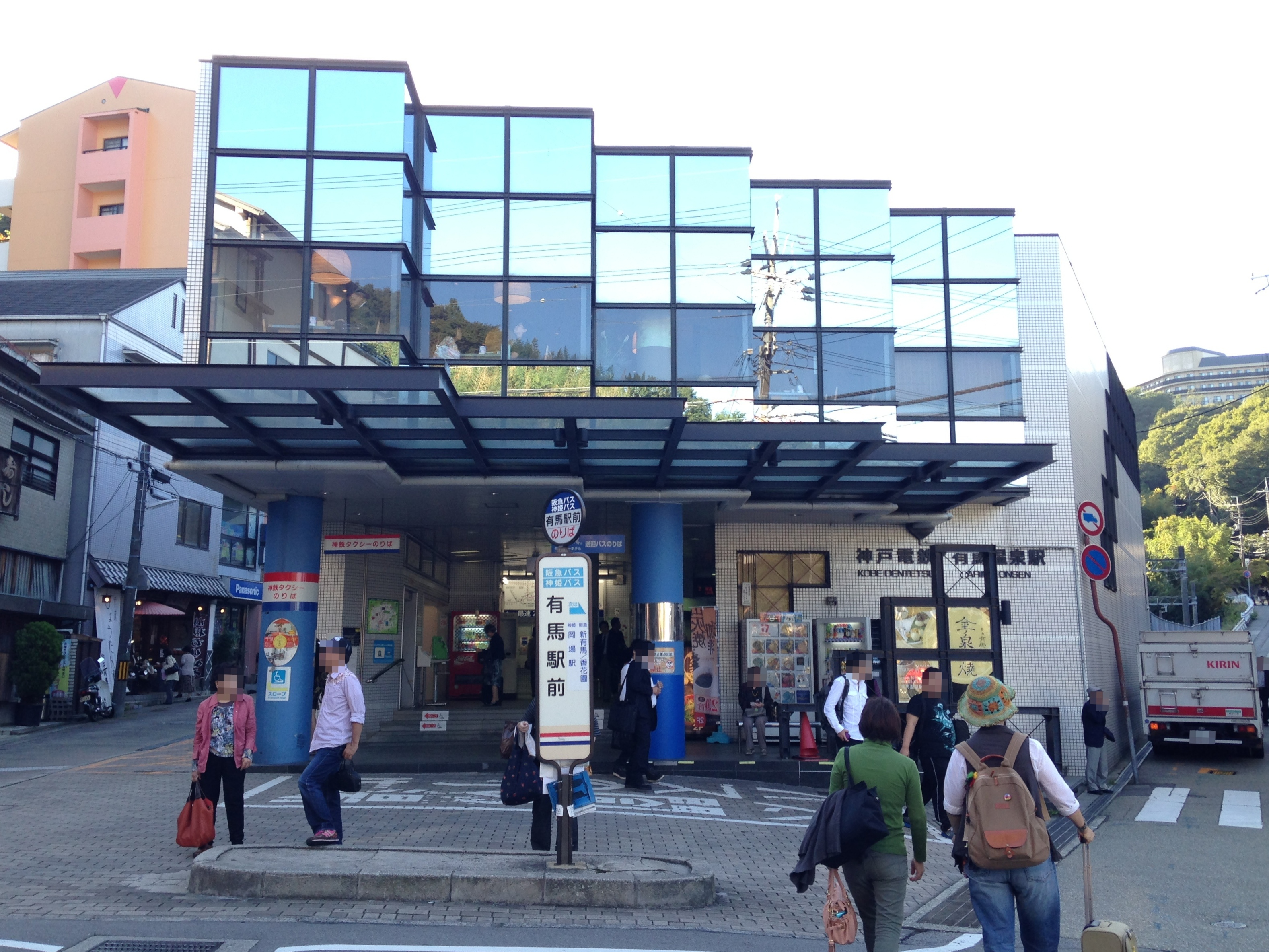
有馬溫泉車站
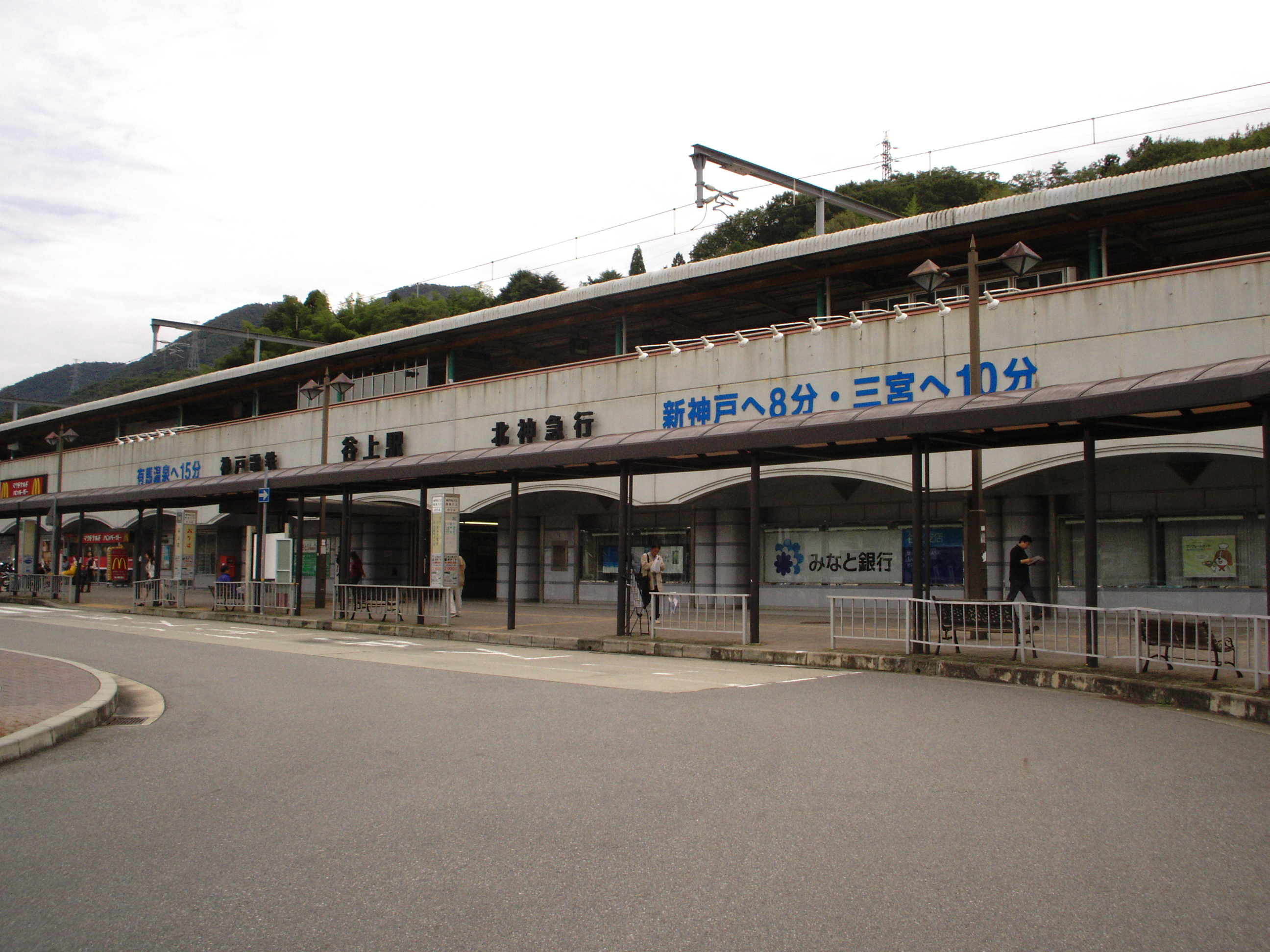
谷上車站
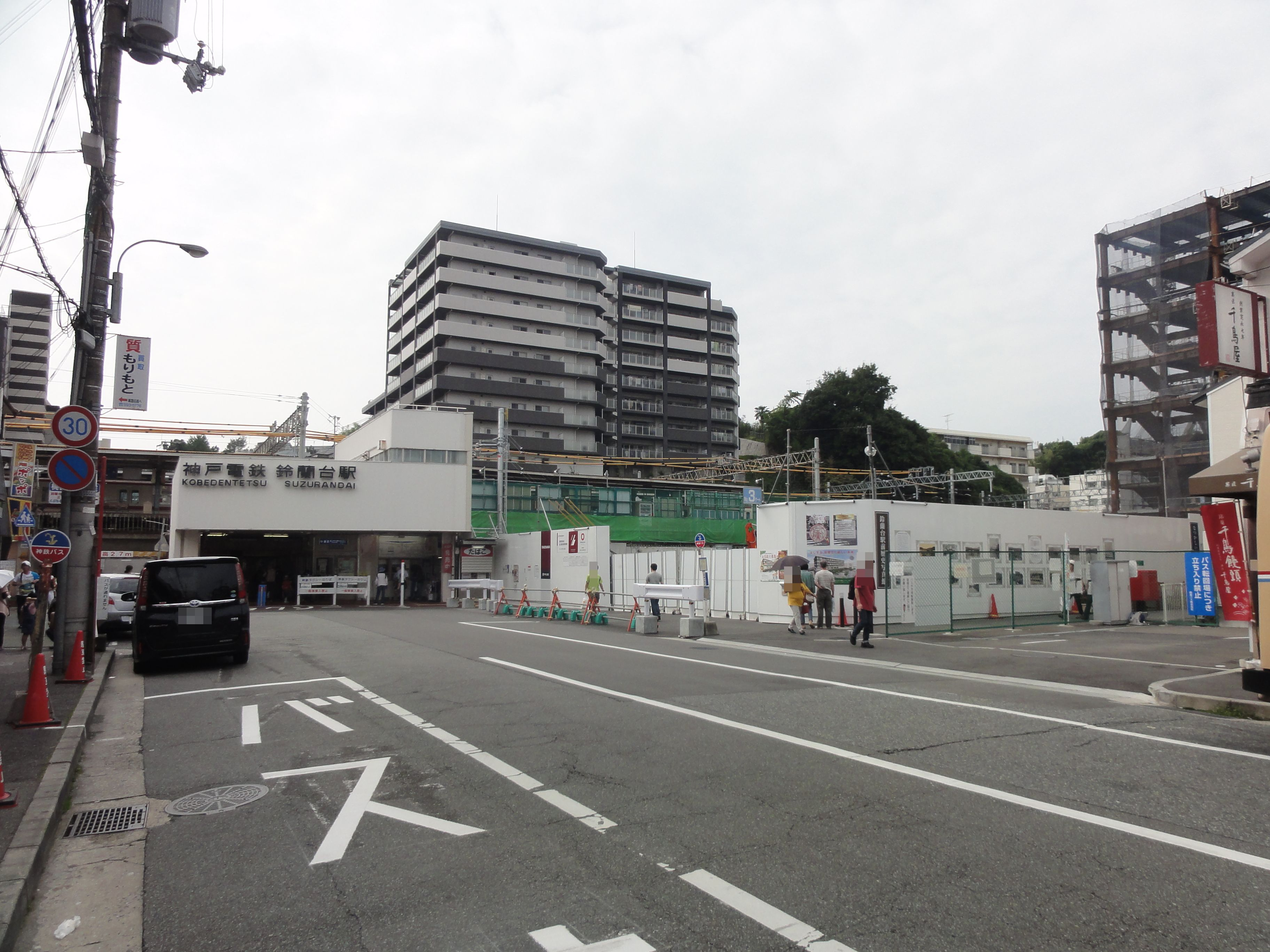
鈴蘭台車站

- 西日本旅客鐵道（JR西日本）
  - 福知山線（JR寶塚線）：道場車站
  - 山陽新幹線：路線通過轄區南側，但全線位於神戶隧道（日语：神戸トンネル）內，未設有車站。
- 神戶電鐵
  - 有馬線：鈴蘭台車站 - 北鈴蘭台車站 - 山之街車站 - 箕谷車站 - 谷上車站 - 花山車站 - 大池車站 - 神鐵六甲車站 - 唐櫃台車站 - 有馬口車站 - 有馬溫泉車站
  - 三田線：有馬口車站 - 五社車站 - 岡場車站 - 田尾寺車站 - 二郎車站（日语：二郎駅） - 道場南口車站 - 神鐵道場車站
  - 粟生線：鈴蘭台車站 - 鈴蘭台西口車站 - 西鈴蘭台車站 - 藍那車站
  - 公園都市線：有部分路段位於轄區內，但未設有車站。
- 神戶市營地下鐵
  - 北神線[註 1]：谷上車站
- 神戶城鎮發展公社（日语：神戸すまいまちづくり公社）
  - 六甲有馬纜車（日语：六甲有馬ロープウェー）：有馬溫泉站

- 有馬溫泉車站
- 谷上車站
- 鈴蘭台車站

## 觀光資源
- 有馬溫泉
  - 瑞寶寺公園（日语：瑞宝寺公園） - 愛宕山公園（日语：愛宕山公園） - 鼓瀧公園（日语：鼓ヶ滝公園） - 金之湯（日语：金の湯） - 銀之湯（日语：銀の湯） - 太閤之湯 - 有馬稻荷神社 - 溫泉寺（日语：温泉寺 (神戸市)） - 極樂寺（日语：極楽寺 (神戸市)） - 念佛寺（日语：念仏寺 (神戸市)） - 湯泉神社（日语：湯泉神社） - 善福寺（日语：善福寺 (神戸市)） - 神戶市立太閣之湯殿館 - 有馬玩具博物館（日语：有馬玩具博物館） - 有馬郵票文化博物館 - 太閤橋 - 寧寧橋
- 紅葉谷（日语：紅葉谷_(六甲山)）
- 大池地獄谷：位於水晶山腹中，以地獄大瀑布聞明。
- 有馬四十八瀑布（日语：有馬四十八滝）
- 梵天瀑布（日语：梵天滝）
- 伊屋谷（日语：伊屋ヶ谷）
- 石峯寺
- 鏑射寺
- 六條八幡神社
- 無動寺（日语：無動寺 (神戸市)）
- 國營明石海峽公園（日语：国営明石海峡公園）（神戶地區）
- 神戶市立森林植物園
- 神户市立外国人墓地
- 神戶市立水果花園（日语：神戸市立フルーツ・フラワーパーク）
- 幸福之村（日语：しあわせの村）
- 淡河城（日语：淡河城）遺址
- 箱木家住宅（日语：箱木家住宅）（國家重要文化財）：建於9世紀，通稱為日本最古老的民房
- 北僧尾農村歌舞伎舞台（日语：北僧尾農村歌舞伎舞台）：現存最古老的農村歌舞伎舞台（日语：農村歌舞伎舞台）
- 北神戶田園運動公園（日语：北神戸田園スポーツ公園）
  - 北神戶田園運動公園棒球場（日语：北神戸田園スポーツ公園野球場）：歐力士野牛二軍主場
- 鵯越森林公園（日语：ひよどりごえ森林公園）
- 鵯越大佛（日语：鵯越大仏）
- 北風家（日语：北風家）

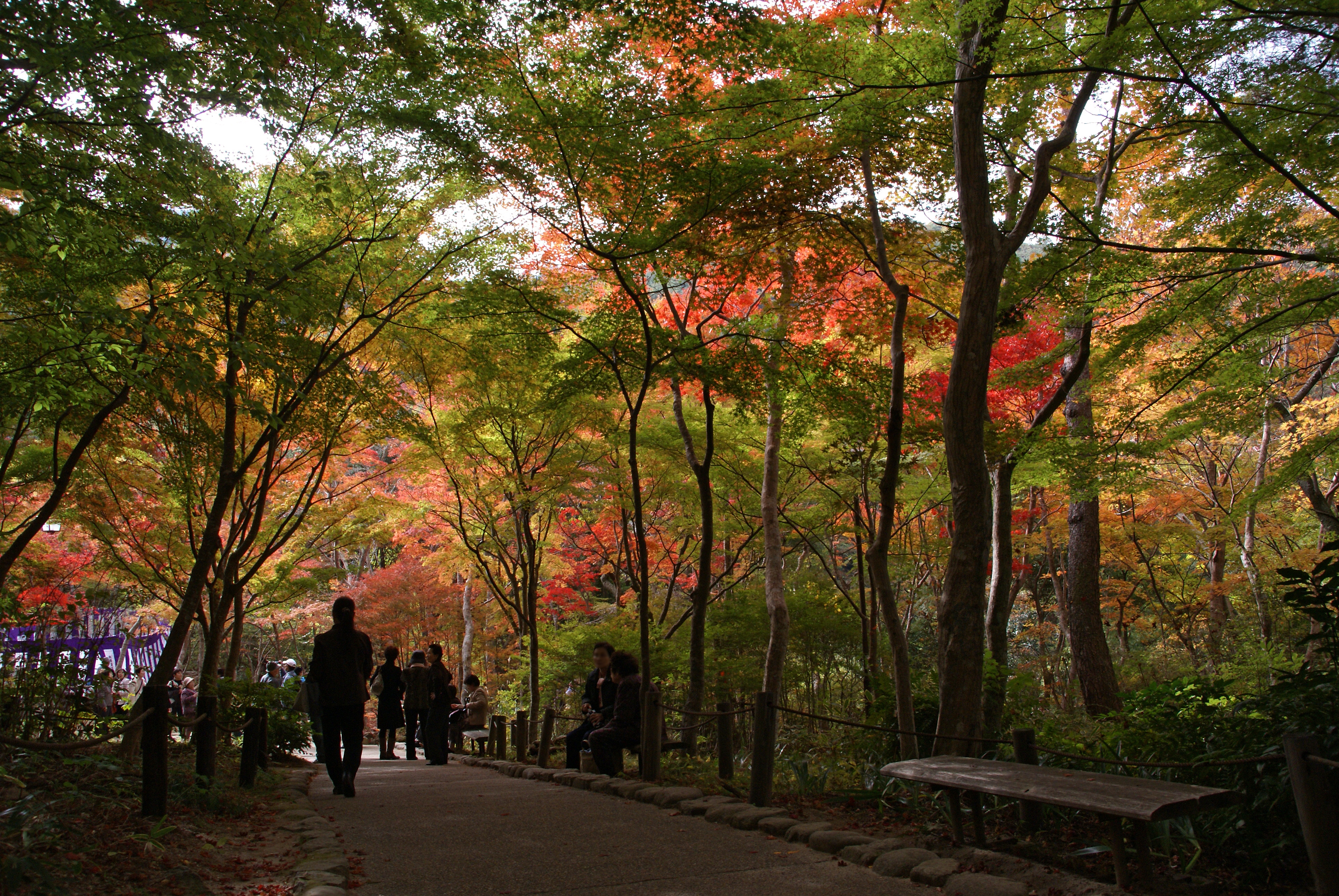
有馬溫泉區（瑞寶寺公園）
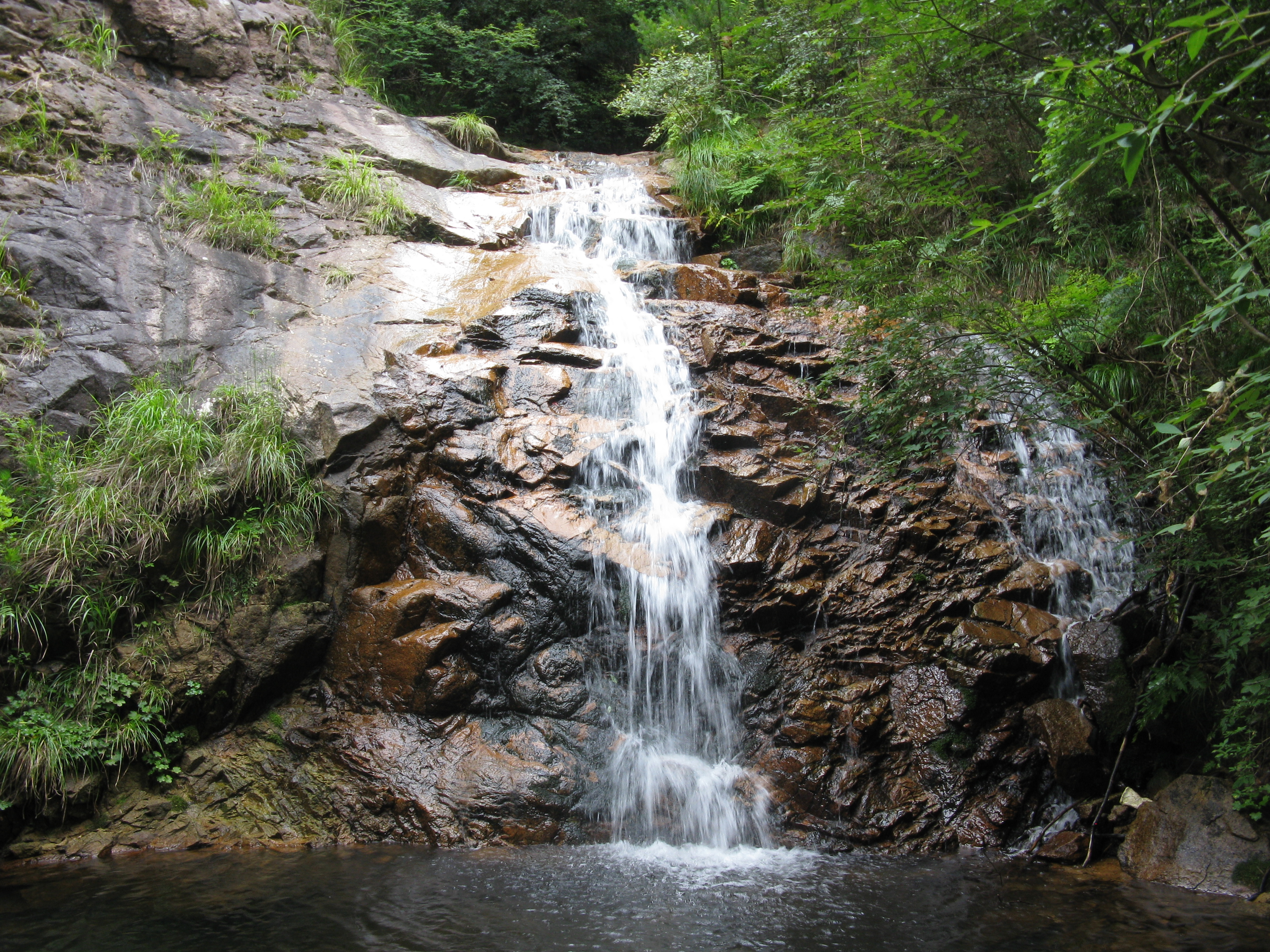
大池地獄谷的地獄瀑布
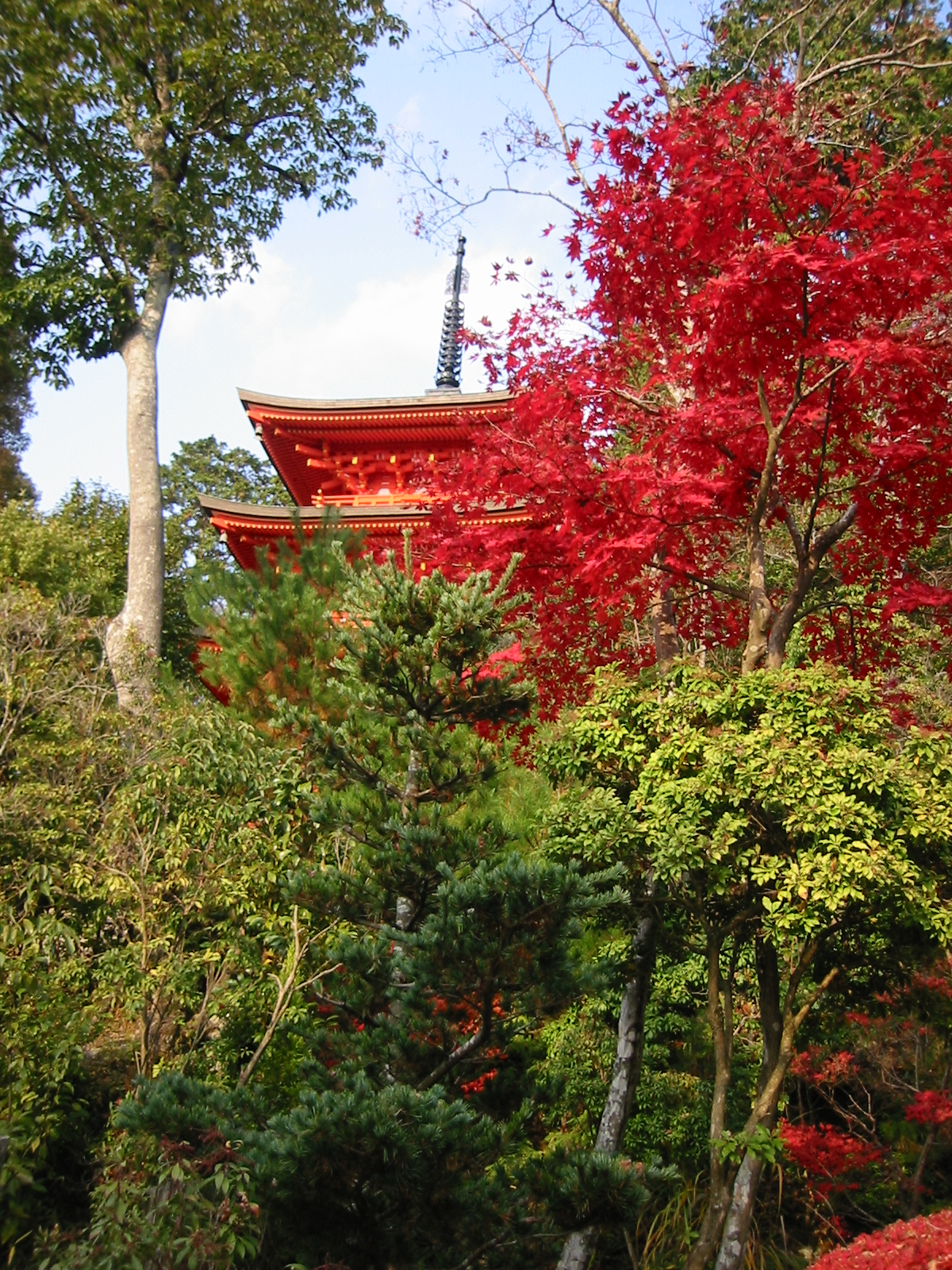
鏑射寺
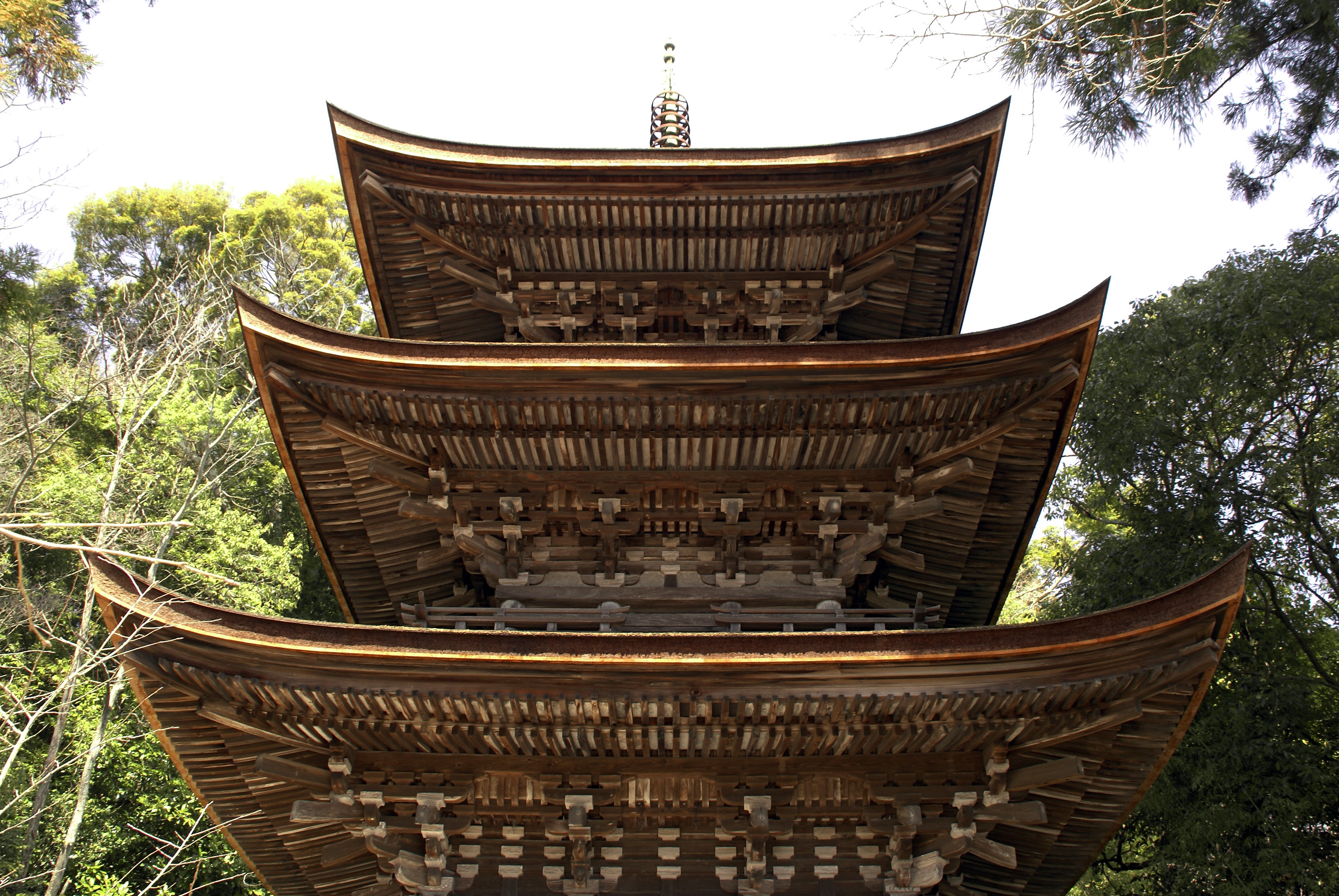
六條八幡神社
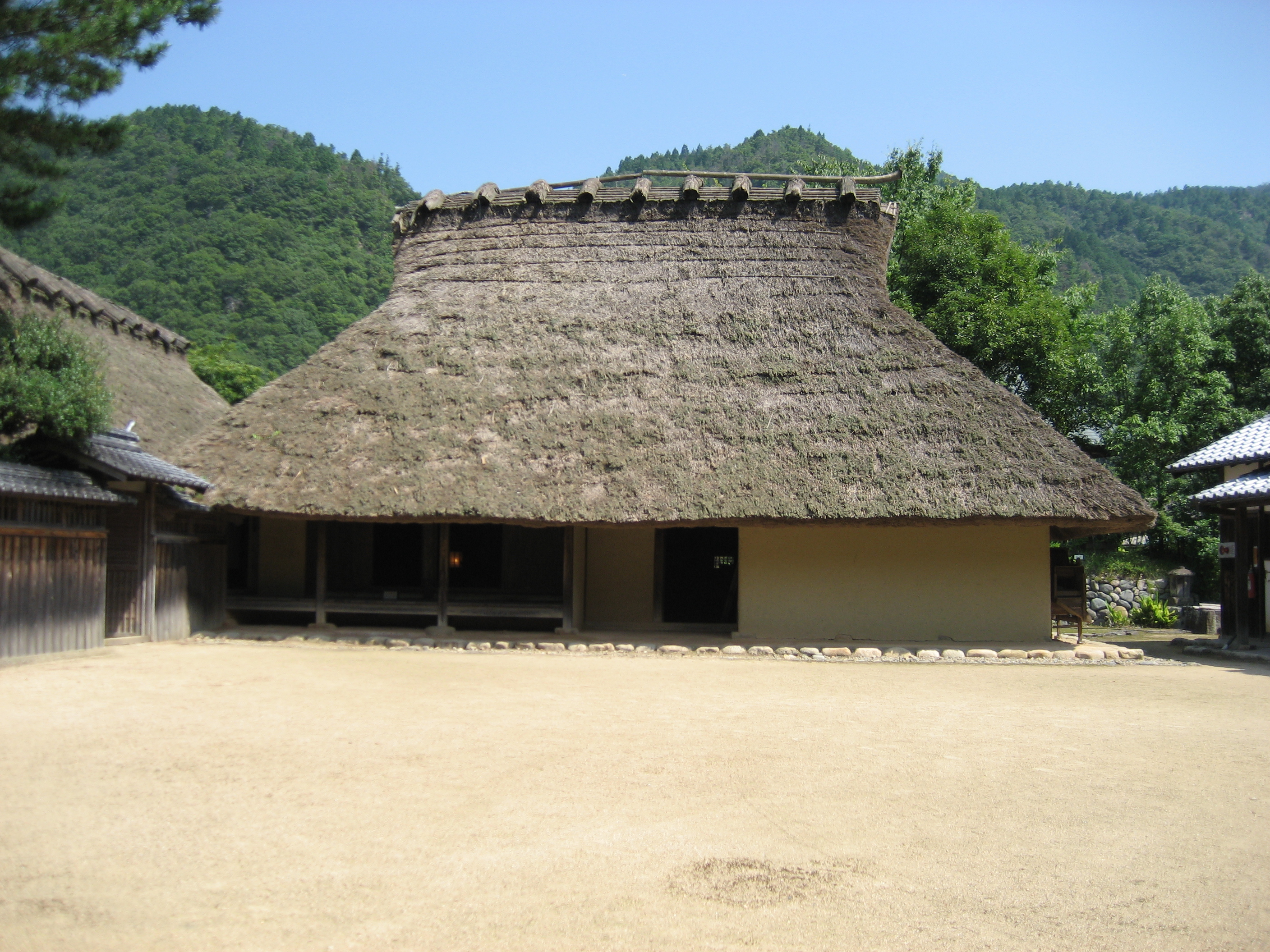
箱木家住宅
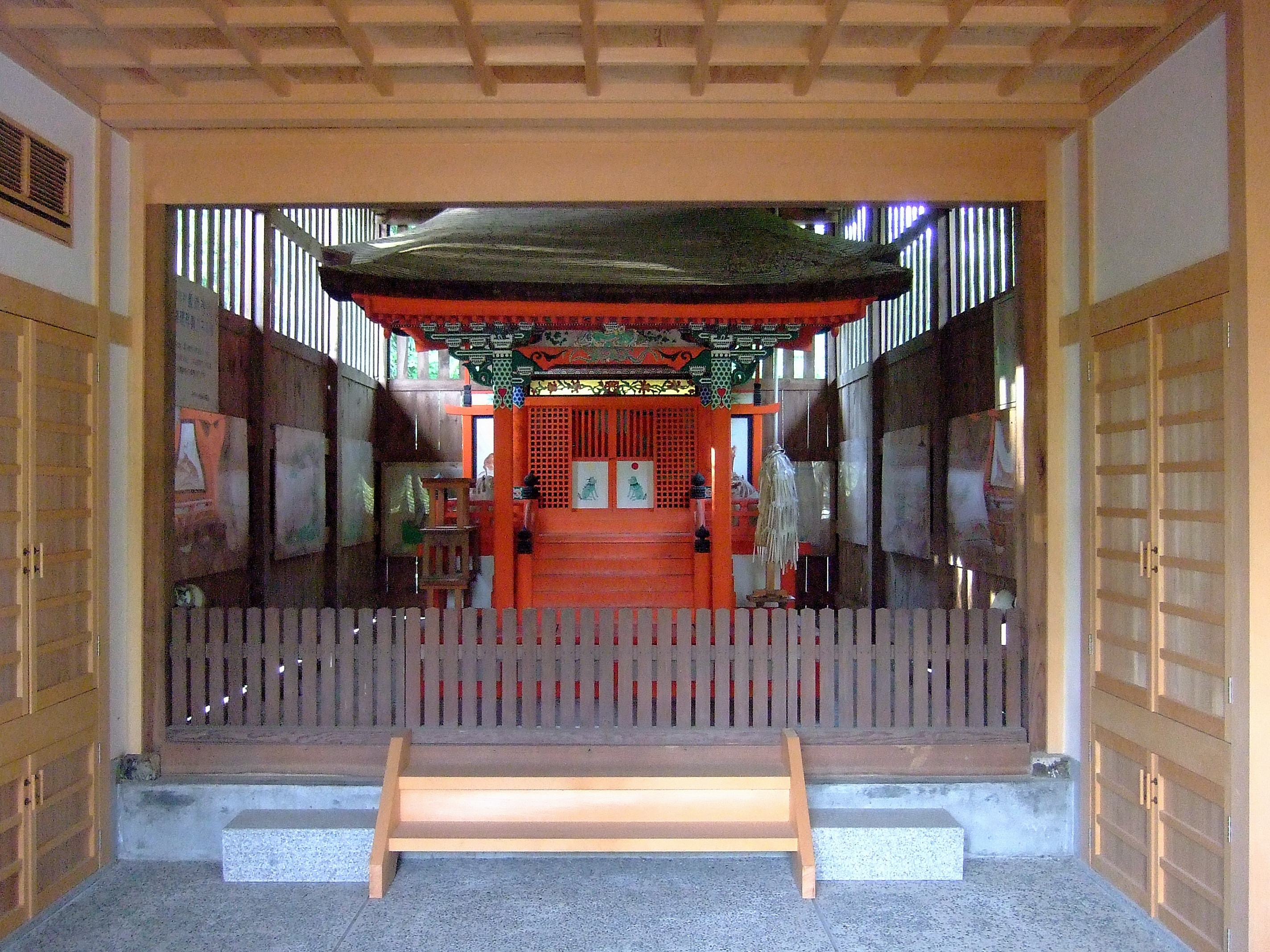
豐歳神社
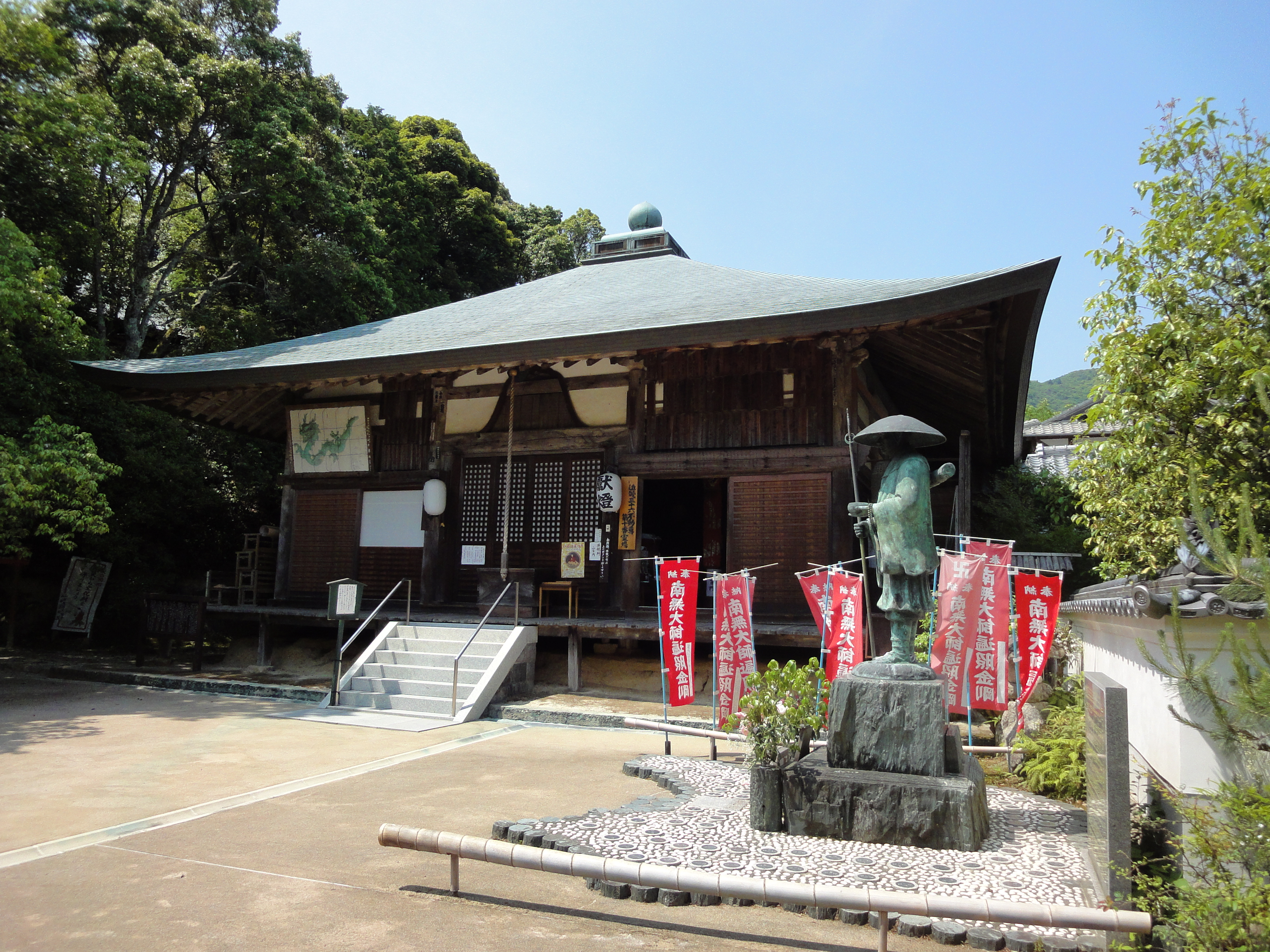
無動寺
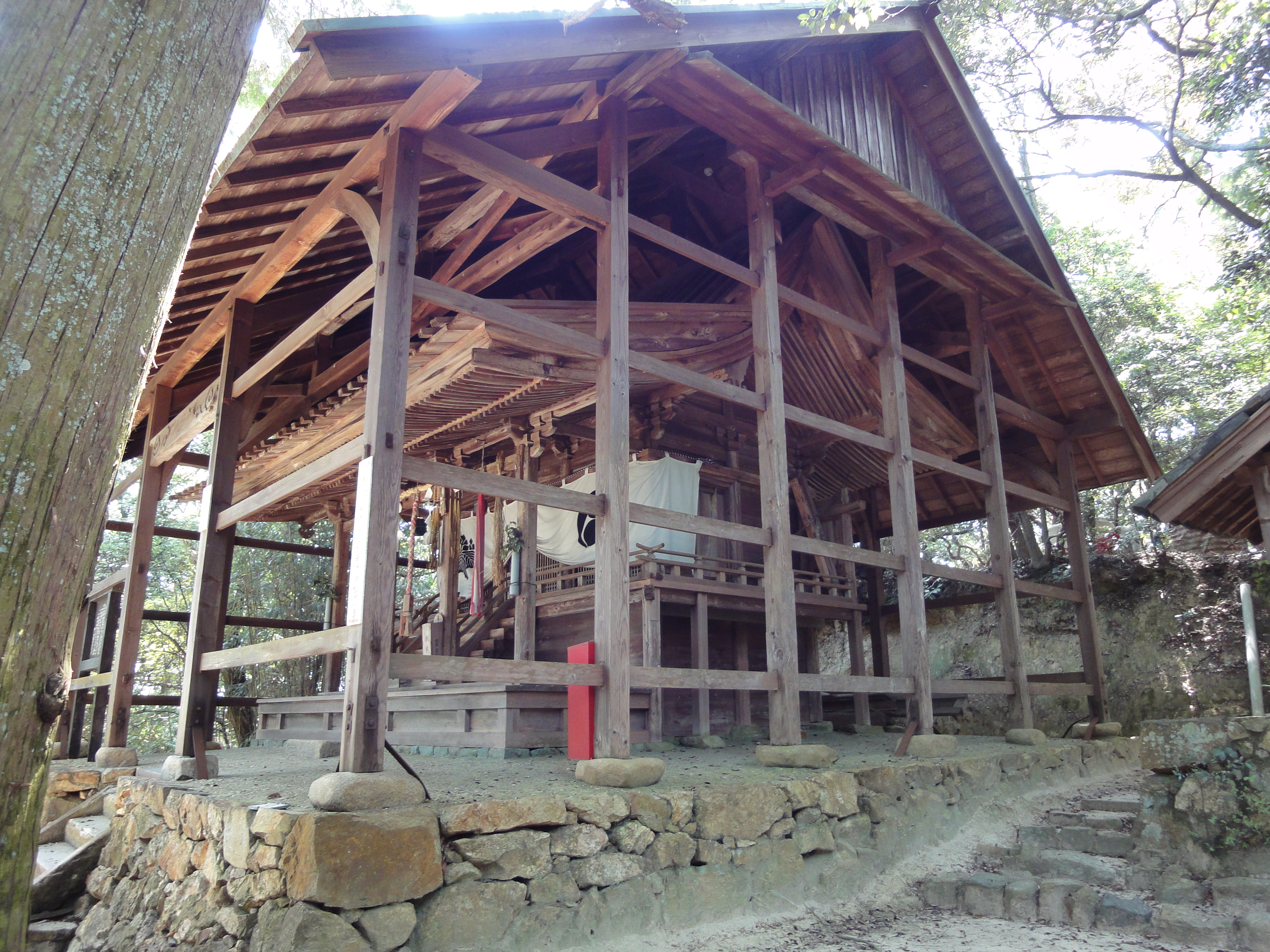
無動寺若王子神社